# Контос
Контос, или по-точно контос сарматикус (на латински: Contus sarmaticus, на гръцки: Kontos), е термин за изключително дълго кавалерийски копие, използвано от римски и византийски кавалеристи (конницата). Контосите са били дълги между три и пет метра и са били държани с двете ръце в битка на кон.
Контосът е бил изобретение на иранските сармати и парти и е заимстван в късната античност, заедно с принципа на катафракта, от римляните (и по-късно византийците), които са използвали широко този тип копие. Ездачите с контос са били известни като контарии (на латински: Contarii, на гръцки: Kontophoroi).
Първите специални части от контарии се появяват около 100 г. сл. Хр. по времето на Траян. Контариите могат да бъдат или тежко бронирани катафракти (наричани клибанарии), или леко бронирани конници.
Типичният образ на (леко брониран) контарий е показан в изображенията на Свети Георги, който обикновено се показва в римска униформа на кон с две ръце, пронизващи дракон с дълго копие контос.